# A magyar labdarúgó-válogatott mérkőzései 1924-ben
A magyar labdarúgó-válogatottnak 1924-ben kilenc mérkőzése volt. Ebből 5 győzelem és 4 vereség. Az év első meccsén, Budapesten jelentős, 7–1-es győzelmet aratott a válogatott Olaszország ellen. Az utolsó meccsen ugyancsak hazai környezetben Németországot vertük 4–1-re, de ez az év nem erről emlékezetes, hanem az egyiptomi csapásról. Az 1924-es párizsi olimpiai játékokon az első körben még Lengyelországot verte a csapat, de a következő fordulóban sima 3–0-s vereséggel kiesett Egyiptom ellenében.
Szövetségi kapitányok: 
- Kiss Gyula
- Holits Ödön
- Máriássy Lajos

## Eredmények
| 95. mérkőzés 1924. április 6. | Magyarország                                                          | 7 – 1             | Olaszország                 | MTK-pálya, Budapest Nézőszám: 40 000 Játékvezető: Max Seemann (AUT) |
| 95. mérkőzés 1924. április 6. | Braun 17' 42' (11-esből) Eisenhoffer 49' Molnár 59' 60' 69' Opata 70' | (2 – 0) Részletek | Cevenini III 76' (11-esből) | MTK-pálya, Budapest Nézőszám: 40 000 Játékvezető: Max Seemann (AUT) |

| 96. mérkőzés 1924. május 4. | Magyarország       | 2 – 2             | Ausztria               | MTK-pálya, Budapest Nézőszám: 40 000 Játékvezető: Arthur Björklund (SWE) |
| 96. mérkőzés 1924. május 4. | Eisenhoffer 4' 64' | (1 – 0) Részletek | Horvath 47' Wieser 89' | MTK-pálya, Budapest Nézőszám: 40 000 Játékvezető: Arthur Björklund (SWE) |

| 97. mérkőzés 1924. május 18. | Svájc                                            | 4 – 2             | Magyarország                   | Young Fellows-pálya, Zürich Nézőszám: 18 000 Játékvezető: John Fowler (ENG) |
| 97. mérkőzés 1924. május 18. | Abegglen II 20' Sturzenegger 32' 54' Pollitz 47' | (2 – 0) Részletek | Braun 66' (11-esből) Opata 72' | Young Fellows-pálya, Zürich Nézőszám: 18 000 Játékvezető: John Fowler (ENG) |

| 98. mérkőzés 1924. május 26. Olimpiai játékok | Magyarország                                 | 5 – 0             | Lengyelország | Bergeyre-pálya, Párizs Nézőszám: 7 000 Játékvezető: Johannes Mutters (NED) |
| 98. mérkőzés 1924. május 26. Olimpiai játékok | Eisenhoffer 15' Hirzer 51' 58' Opata 70' 72' | (1 – 0) Részletek |               | Bergeyre-pálya, Párizs Nézőszám: 7 000 Játékvezető: Johannes Mutters (NED) |

| 99. mérkőzés 1924. május 29. Olimpiai játékok | Egyiptom                       | 3 – 0             | Magyarország | Stade-Paris pálya, Párizs Nézőszám: 8 000 Játékvezető: Luis Colina Álvarez (ESP) |
| 99. mérkőzés 1924. május 29. Olimpiai játékok | Jeken 4' Husszein 53' Riad 57' | (1 – 0) Részletek |              | Stade-Paris pálya, Párizs Nézőszám: 8 000 Játékvezető: Luis Colina Álvarez (ESP) |

| 100. mérkőzés 1924. június 4. | Franciaország | 0 – 1             | Magyarország    | Le Havre Nézőszám: 5 000 Játékvezető: Félix Herren (SUI) |
| 100. mérkőzés 1924. június 4. |               | (0 – 1) Részletek | Eisenhoffer 25' | Le Havre Nézőszám: 5 000 Játékvezető: Félix Herren (SUI) |

| 101. mérkőzés 1924. augusztus 31. | Magyarország                                 | 4 – 0             | Lengyelország | FTC-pálya, Budapest Nézőszám: 25 000 Játékvezető: Heinrich Plhak (AUT) |
| 101. mérkőzés 1924. augusztus 31. | Karasiak 31' (öngól) Takács 38' 40' Orth 59' | (3 – 0) Részletek |               | FTC-pálya, Budapest Nézőszám: 25 000 Játékvezető: Heinrich Plhak (AUT) |

| 102. mérkőzés 1924. szeptember 14. | Ausztria                   | 2 – 1             | Magyarország | Hohe Warte Stadion, Bécs Nézőszám: 45 000 Játékvezető: Charles Barette (BEL) |
| 102. mérkőzés 1924. szeptember 14. | J. Horvath 41' Wessely 87' | (1 – 1) Részletek | Orth 43'     | Hohe Warte Stadion, Bécs Nézőszám: 45 000 Játékvezető: Charles Barette (BEL) |

| 103. mérkőzés 1924. szeptember 21. | Magyarország                                      | 4 – 1             | Németország | FTC-pálya, Budapest Nézőszám: 35 000 Játékvezető: Heinrich Retschury (AUT) |
| 103. mérkőzés 1924. szeptember 21. | Szentmiklóssy 33' Lang 42' (öngól) Takács 49' 64' | (2 – 0) Részletek | Harder 56'  | FTC-pálya, Budapest Nézőszám: 35 000 Játékvezető: Heinrich Retschury (AUT) |